# Ottachana sideridis
Ottachana sideridis är en fjärilsart som beskrevs av Sergius G. Kiriakoff 1962. Ottachana sideridis ingår i släktet Ottachana och familjen tandspinnare. Inga underarter finns listade i Catalogue of Life.